# بیدسرخ
بیدسرخ، روستایی از توابع بخش مرکزی شهرستان صحنه است.

## جمعیت
این روستا در دهستان صحنه قرار دارد و براساس سرشماری مرکز آمار ایران در سال ۱۳۸۵، جمعیت آن ۷۵۷ نفر (۱۸۱خانوار) بوده‌است.